# Wydawnictwo Komiksowe
Wydawnictwo Komiksowe – polskie wydawnictwo z siedzibą w Warszawie, działające od 2013 do 2019 roku i specjalizujące się w publikacji polskich, europejskich i amerykańskich komiksów. Powiązanie było z grupą wydawniczą Prószyński Media i portalem internetowym Gildia.pl. 
W 2016 wydawnictwo otrzymało nagrodę dla najlepszego polskiego wydawcy komiksów przyznawaną przez organizatorów Międzynarodowego Festiwalu Komiksu w Łodzi.

## Profil wydawniczy
Wśród pozycji opublikowanych przez Wydawnictwo Komiksowe są zarówno wieloczęściowe serie komiksowe i tomy zbiorcze serii (np. Wieże Bois-Maury, Comanche, Rani, Pewnego razu we Francji, Krucjata, Codzienna walka, Kot rabina,  wznowienia serii Wiedźmin czy Funky Koval), jak i pojedyncze albumy, w tym tzw. powieści graficzne (np. Fotograf, Stwórca, Dzień targowy, Anioł śmierci, Bar starego Francuza, Kiedy Dawid stracił głos).